# زرشک اورست
زرشک اورست (نام علمی: Berberis everestiana) نام یک گونه از سرده زرشک است.